# Elisabeth Haanen
Elisabeth Alida Kiers-Haanen (Utrecht, 9 augustus 1809 – Amsterdam, 8 juni 1845) was een Nederlandse schilderes, etser en knipkunstenaar.

## Leven en werk
Haanen was een dochter van de kunsthandelaar en schilder Casparis Haanen (1778-1849) en Isabella Johanna Sangster (1777-1846). Net als haar broers Remigius, George en zusje Adriana Haanen kreeg zij les van haar vader. Ze trouwde in 1837 in Utrecht met de schilder Petrus Kiers (1807-1875). Uit dit huwelijk werden de schilders Catharina en George Lourens Kiers geboren. 
Haanen werd in 1838 'honorair lid' van de Koninklijke Academie van Beeldende Kunsten in Amsterdam. Ze nam deel aan exposities in Amsterdam en Den Haag en werd bekend om haar interieurs in de stijl van 17e-eeuwse schilders als Gerrit Dou en Gabriël Metsu. Daarnaast etste ze en hield zich bezig met papierknipkunst; rond 1837 knipte ze ruim honderd portretten van kunstenaars.
Haanen overleed op 35-jarige leeftijd.

## Werken

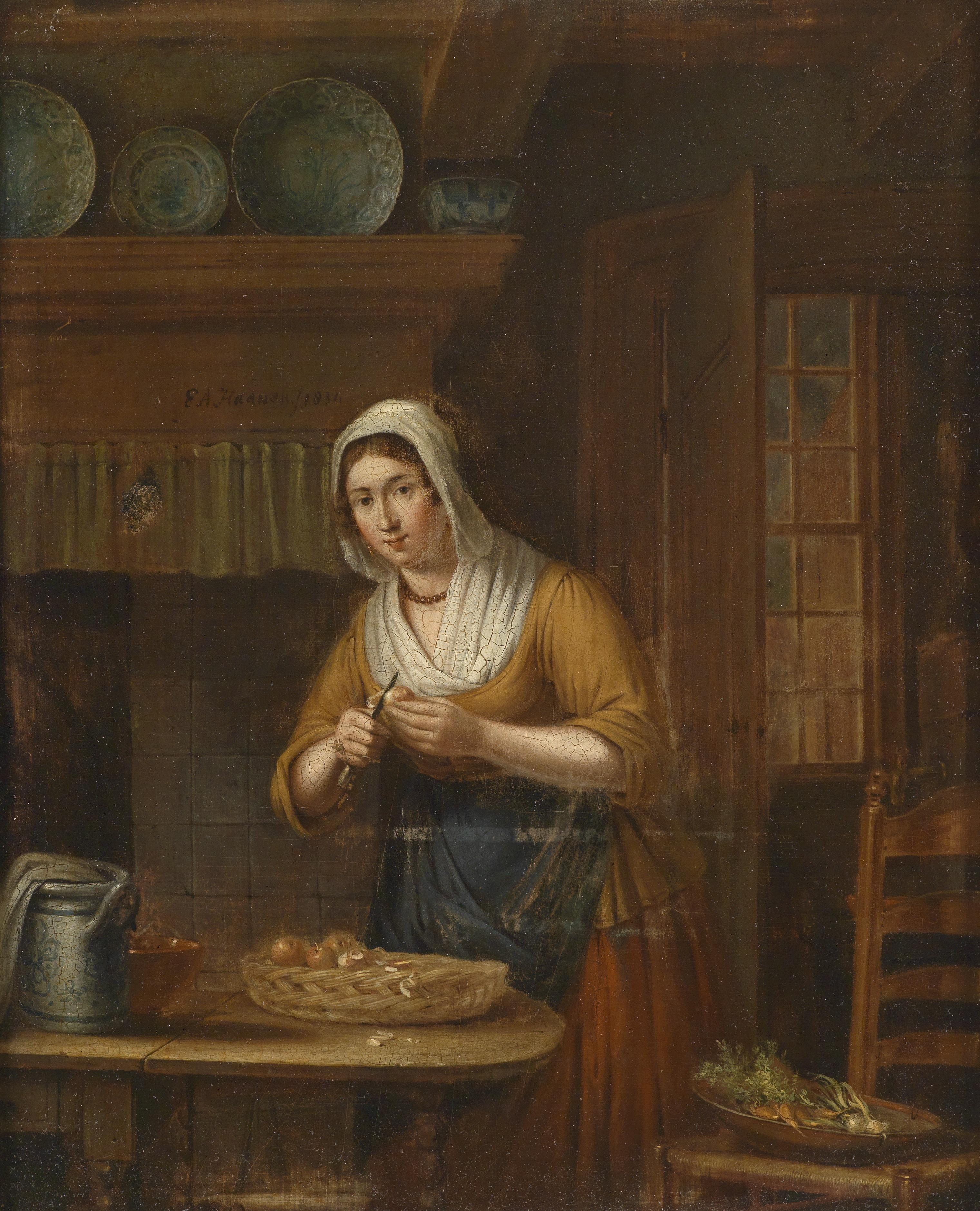
Keukenscène (1834)
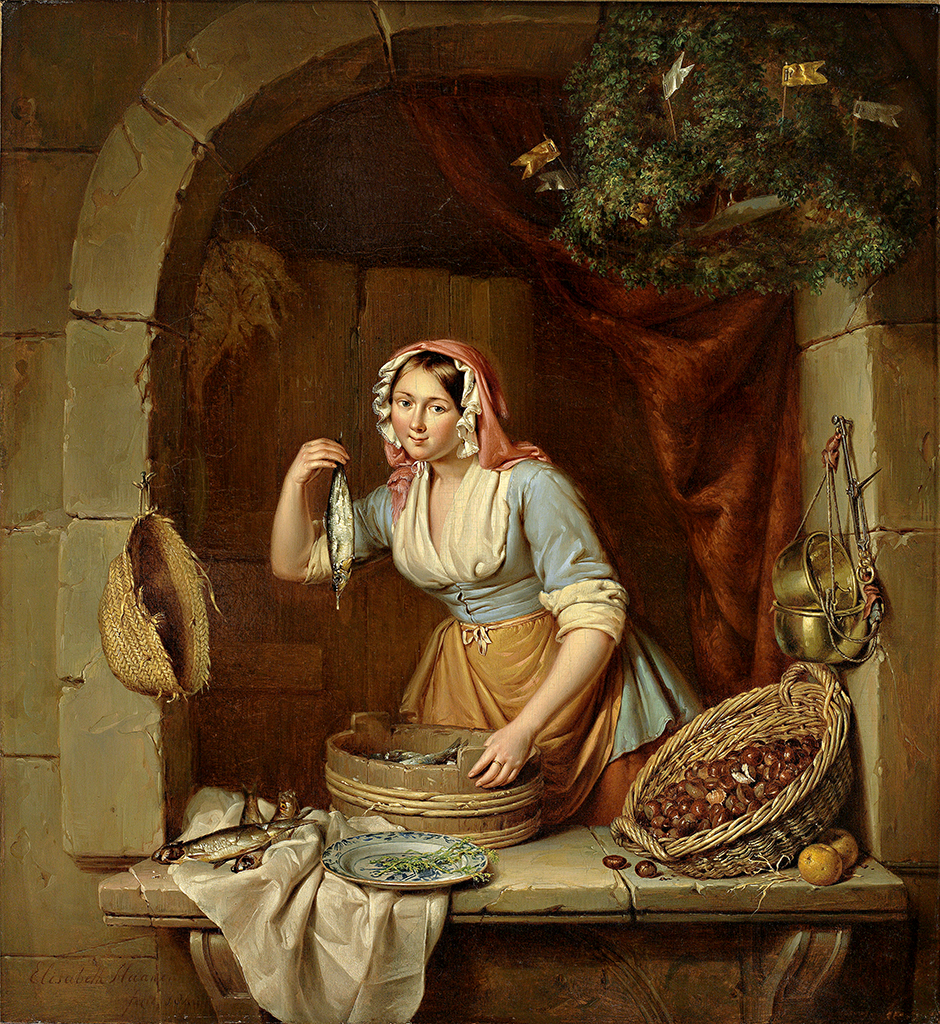
Marktkoopvrouw (1840)
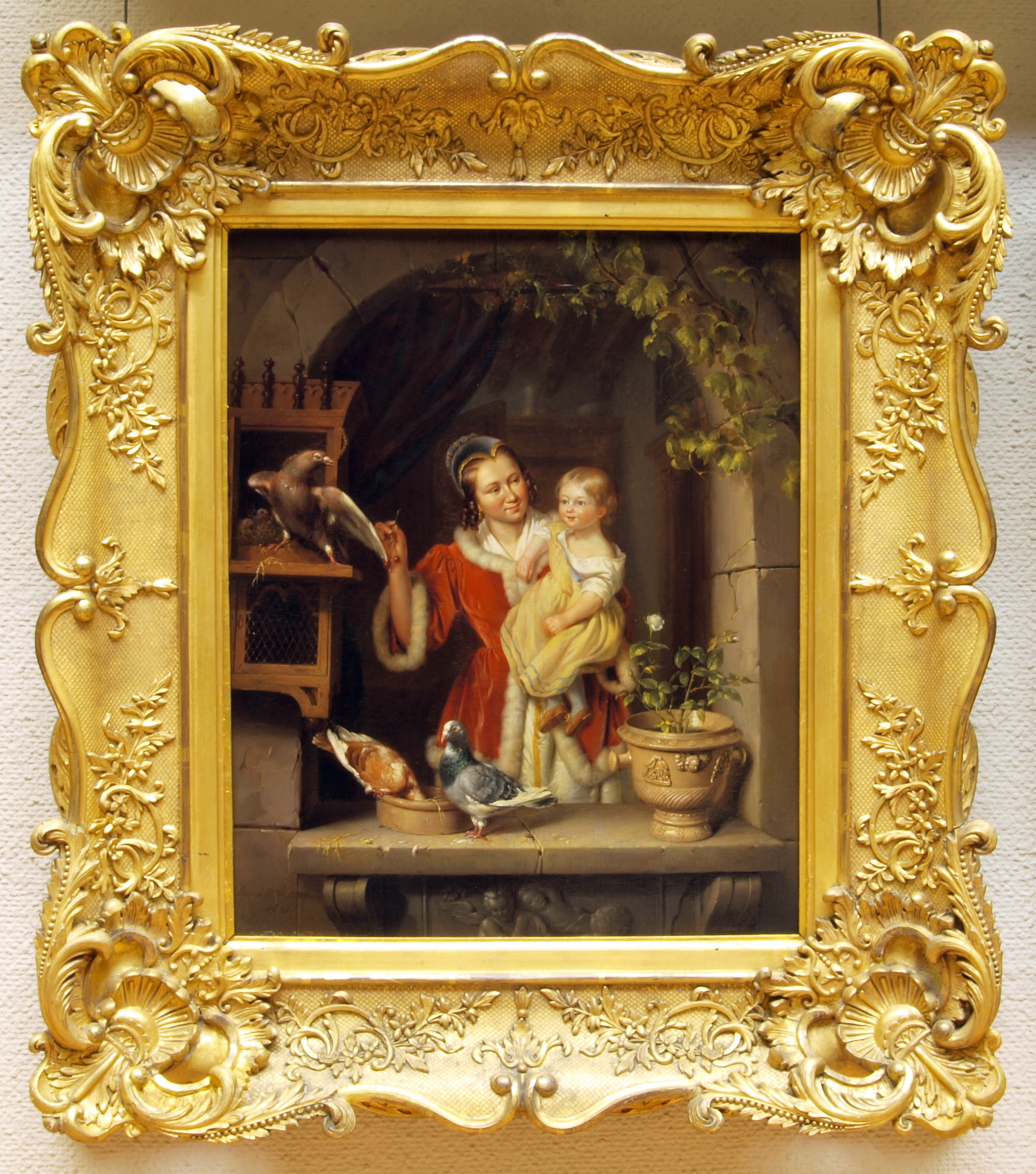
De duiven (1841), Teylers Museum Haarlem

## Werk in openbare collecties (selectie)
- Amsterdam Museum
- Rijksprentenkabinet
- Teylers Museum

- Biografisch Portaal: 17527261
- Digitale Bibliotheek voor de Nederlandse Letteren: haan061
- Gemeinsame Normdatei: 1299330746
- RKD-Nederlands Instituut voor Kunstgeschiedenis: 34902
- Union List of Artist Names: 500030945
- Virtual International Authority File: 95872385